# Eclipse (veliero)
La Eclipse è stata un veliero a quattro alberi con chiglia in acciaio varato in giugno 1902 a Port Glasgow in Scozia.
Era una nave gemella della Parma, varata nello stesso cantiere navale quattro mesi prima.

## Dati principali
- Piano velico: 32 vele, con superficie totale di circa 35.000 m².
- Tonnellaggio di portata lorda: 3.500 ton
- Lunghezza: 99,56 m
- Larghezza: 14,12 m
- Pescaggio: 7,97 m

## Storia
La Eclipse venne usata come petroliera dalla Anglo-American Oil Co. di Londra fino al 1912, quando fu venduta all'armatore G.J.H. Siemers di Amburgo, che la rinominò Egon. Durante la prima guerra mondiale la Egon fu messa all'ancora per ragioni di sicurezza nel porto messicano di Santa Rosalía.
Nel 1921 fu venduta all'armatore Robert Dollar & Co. di San Francisco, che la rinominò Janet Dollar. Nel 1924 trasportò un carico di legname al porto di Tsingtao in Cina, dopodiché fu tenuta all'ancora nel porto per tre anni.
Nel 1928 la nave fu venduta alla società China Portland Cement Co., che la privò dell'alberatura e la usò come scafo sul fiume Yangtze Kiang.